# Marcelo Hernández
Marcelo José Raúl Hernández Rosas (Santiago, 19 de marzo de 1948), también conocido como «Tío Marcelo», «Marcelo de Cachureos», «Cabezón» o simplemente Marcelo, es un cantante y presentador de televisión chileno, conocido por su programa infantil Cachureos.

## Biografía
Marcelo es hijo de Raúl Hernández Rioseco, quien fue tenor de América en el año 1951. 
Desde los cuatro años su padre le enseñó a cantar, empezó cantando arriba de una mesa en El Quitapenas, sus primeras canciones fueron «Mi banderita Chile» y «Mamma» de Luciano Pavarotti, recuerda que de premio le regalaban una bebida Crush.
Empezó a trabajar a los cinco años, envolviendo regalos en la tienda de un amigo de su padre en Concepción.
Después, a los 14 años trabajó en el Hipódromo Chile vendiendo boletos, para llegar al lugar se transportaba en Trolebús, en donde tuvo la oportunidad de conocer a futbolistas famosos: Francisco Valdés, Rubén Marcos, Pedro Araya, Leonel Sánchez (entre otros), con los cuales compartía en el trayecto. Hecho que aumentó su fanatismo por el equipo Colo-Colo.
Estudió en Escuela República El Líbano, Instituto Nacional y partió a estudiar licenciatura en francés en la Universidad de Concepción, carrera que no finalizó ya que durante una fiesta que se realizó en el establecimiento, un docente, Salvador Benadava, quien lo escuchó cantar en aquella oportunidad, lo impulsó a dedicarse profesionalmente a la música. Tras consultarlo con su padre y recibir una respuesta positiva que él no esperaba, Marcelo dejó su carrera y volvió a Santiago a grabar sus primeras canciones que le habría conseguido Salvador Benadava.

## Vida personal
Se casó el 25 de octubre de 1975 con la modelo Carmen Smith, quien fue Miss Mundo Chile en 1968, a quien conoció en una premiación del diario Las Últimas Noticias, donde le entregó el premio "La Estrella de Oro". Tienen 4 hijos (Marcelo, Natalia, Juan Pablo y Benjamín). Juan Pablo Hernández ha desarrollado también una carrera como cantante bajo el nombre artístico Pali.
En 1995 la revista Qué Pasa publicó que su nombre era "José Raúl Hernández", que posteriormente lo cambió legalmente a Marcelo José Raúl Hernández, dicho nombre derivó de "Marcel", nombre que le recomendó una tía para su carrera artística, pero que a él le pareció muy siútico.

## Carrera artística

### Cantante y actor

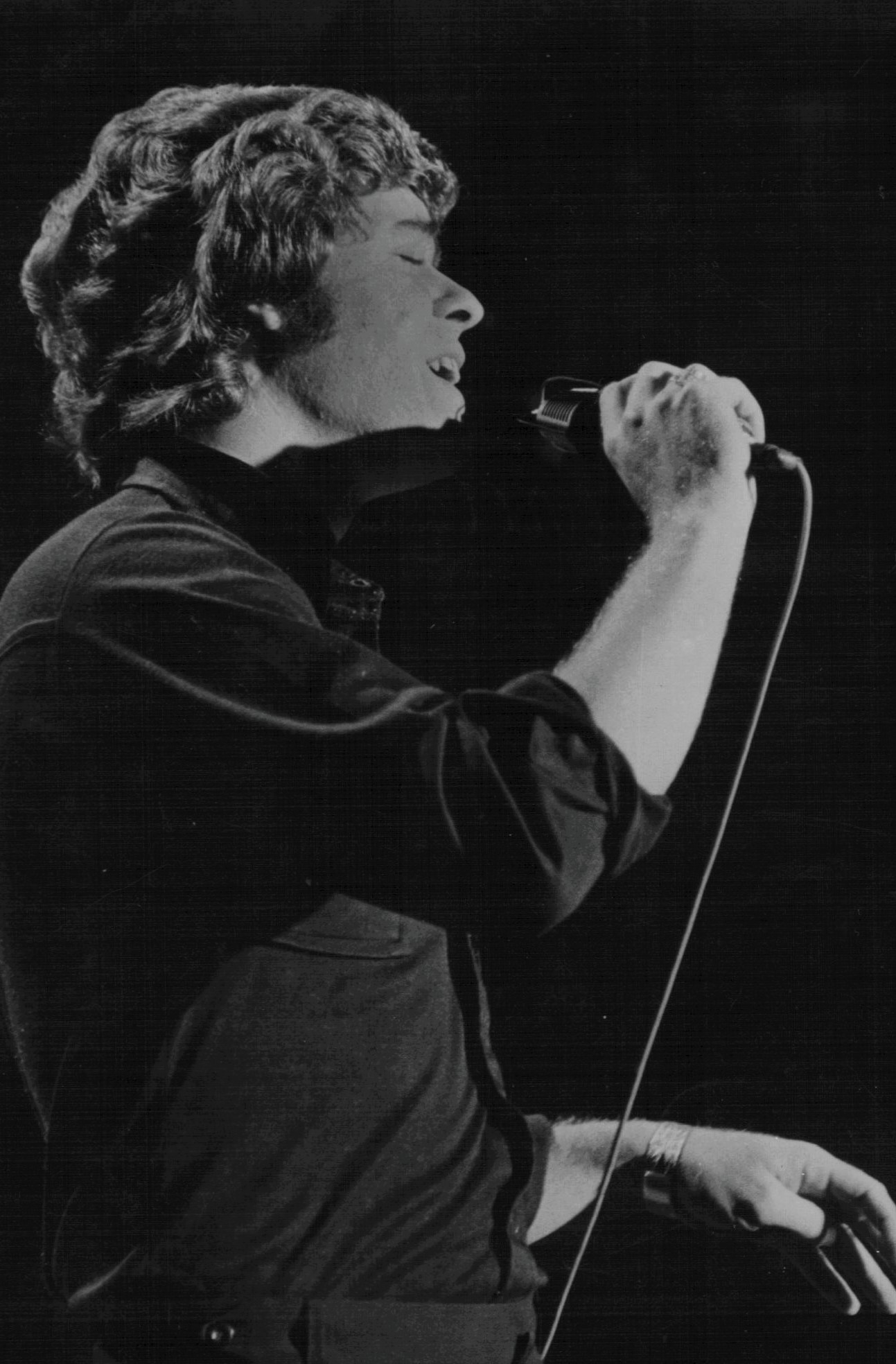
Marcelo Hernández en los años 1970.

Luego de sacar un disco, habló con Camilo Fernández quien le consiguió un contacto en el sello Philips, donde le anunciaron que fue seleccionado para participar en el Festival de la Canción de Canal 13, por lo que acudió a Gustavo Arriagada, compositor musical famoso por ser el autor de muchas canciones de José Alfredo Fuentes, que le compuso «Mundo feliz». Dicha canción se convirtió en un éxito en 1969, participando también en el Festival de la Canción de Viña del Mar en el año 1970 donde ganó dos Gaviotas como el mejor intérprete y el más popular durante esos años. 
A poco tiempo de estos éxitos Marcelo fue considerado artista prioritario del sello EMI.
Durante la década de 1970 trabajó en Canal 13, en programas como Sábados Gigantes, donde fue cantante y participó en actuaciones humorísticas al igual que en el programa Jappening con ja de TVN, y como actor en las teleseries La pendiente (1971) y Los títeres (1984) . También participó en la obra de teatro "El diluvio que viene" (1978) donde interpretó al protagonista "Don Silvestre". A partir de ese mismo año participó activamente en la Teletón, campaña organizada por Don Francisco en favor de los niños lisiados, y fue el intérprete del himno de la Teletón 1982, «El último paso».
Además en Sábados gigantes tuvo su primer contacto con el mundo infantil en 1981, donde interpretó al "Abuelo Felizmer", esas experiencias fueron los cimientos para que Hernández se declinara por el público infantil, ya que él como cantante siempre tuvo la inquietud de poder hacer otras cosas.
En 1986 Carlos Pinto lo invitó a realizar cámaras indiscretas a artistas como Raphael y Luis Miguel en donde a este último Marcelo fingía ser un agente de aduanas quien recibió muy indignado a Luis Miguel, ya que ficticiamente sus fans habían provocado destrozos en el aeropuerto donde se suponía que llegaría el cantante mexicano a Chile (siendo que no llegó el día que se había anunciado), por lo que le quería cobrar al joven una multa millonaria, haciéndolo responsable de los supuestos daños y desmanes, dicha filmación se presentó en el programa "En Vivo" de Antonio Vodanovic donde entrevistó a Luis Miguel, y junto a los otros responsables de la broma (Carlos Pinto, Marcelo y Jorge Garrido) le confesaron que era una broma para el programa y le pidieron disculpas por el mal rato.
En 2010, después de 35 años de ausencia en la música romántica, Marcelo regresó a las radios y a los escenarios locales con «Amor del bueno», el primer sencillo de su disco Volver a empezar. El álbum que trae 11 canciones donde repasa la balada clásica, la balada ranchera, el swing y hasta una nueva adaptación del clásico «Aleluya» fue producido y dirigido por Reinaldo Tomás Martínez, destacado compositor de los años 1980, quien logró grandes éxitos en las voces de destacados intérpretes chilenos, como Patricia Frías y Luis Jara, entre otros.[cita requerida]

### Cachureos
En 1981, Hernández grabó el piloto de un programa de televisión infantil llamado Cachureos, donde ejercía el rol de presentador/animador bajo el nombre de «Marcelo» pero debió esperar dos años para salir al aire, debutando en 1983 por las pantallas de TVN donde firmó un contrato por ocho capítulos, que se transformaron en 14 temporadas (en dicho canal).
En 2013, junto con Cachureos, se presentó por primera vez en el festival Lollapalooza Chile 2013. Al año siguiente se presentó en el festival Viva Dichato y en 2016 regresan al festival Lollapalooza Chile 2016. Marcelo sigue presentándose por todo Chile junto a los personajes del programa infantil.
En 2018 a manos de Don Francisco recibió el premio "Corazón de Chile" por su constante presencia y participación en la Teletón, en solitario y con Cachureos.

## Posición política
A comienzos de los años 70, Marcelo se dedicaba a participar frecuentemente en los actos de izquierda de la Unidad Popular y apoyando la candidatura de Salvador Allende. En esos mismos años junto con otros artistas fue reclutado para realizar una gira a la Unión Soviética, representando a Chile en festivales. No obstante, hizo aparición en la franja del plebiscito de 1988, apoyando a la opción "Sí".

## Discografía
| - 1984: Cachureos 84 - 1988: Cachureos '88 - 1989: Cachureos '89: Viva la vida - 1990: Cachureos '90: Treque Treque - 1991: Cachureos '91: Marcelo y sus amigos - 1992: Cachureos '92: Amigos! - 1993: Cachureos '93: El baile del perrito - 1994: Cachureos '94: A mover el pollo con Cachureos - 1995: Cachureos '95 | - 1996: Cachureos '96: La Mosca - 1997: Cachureos '97 - 1998: Cachureos y la Chica Ye-Ye '98 - 1999: Cachureos '99 - 2000: Cachureos 2000 - 2001: Cachureos 2001 - 2002: Cachureos 2002 - 2005: Cachureos de hoy y siempre - 2006: Cachureos Chu Chu Ua, Chu Chu Ua - 2013: Cachureos 2013 | - 1972: Marcelo - 1973: Ritmo - 1974: Para ti - 1975: Grandes Éxitos - 1975: Canciones para un Amor - 1975: Las canciones de Marcelo - 2010: Volver a empezar |

## Filmografía

### Programas de televisión
| Programas de televisión | Programas de televisión                 | Programas de televisión | Programas de televisión    |
| Año                     | Programas de televisión                 | Rol                     | Canal                      |
| ----------------------- | --------------------------------------- | ----------------------- | -------------------------- |
| 1970-1981               | Sábados Gigantes                        | Participaciones varias  | Canal 13                   |
| 1978                    | Jappening con Ja                        | Invitado                | TVN                        |
| 1979                    | Tribunal de la risa                     | Invitado                | Canal 13                   |
| 1982                    | Hola Domingo                            | Cantante                | Canal 13                   |
| 1983-2003 2005-2008     | Cachureos                               | Animador                | TVN Canal 13 Etc TV Red TV |
| 1986                    | En Vivo                                 | Cámaras Indiscretas     | TVN                        |
| 1998                    | El Mundo del Profesor Rossa             | Invitado                | Canal 13                   |
| 1998                    | Viva el Lunes                           | Invitado                | Canal 13                   |
| 1998                    | Venga Conmigo                           | Invitado                | Canal 13                   |
| 1998                    | Gigante y Ud.                           | Invitado                | Canal 13                   |
| 2002                    | Por fin es lunes                        | Invitado                | Canal 13                   |
| 2003                    | Morandé con compañía                    | Invitado                | Mega                       |
| 2003                    | Siempre contigo                         | Invitado                | Mega                       |
| 2009                    | TVN 40 años: Tu historia es mi historia | Invitado                | TVN                        |
| 2009                    | Animal nocturno                         | Invitado                | TVN                        |
| 2010                    | Viva la mañana                          | Invitado                | Canal 13                   |
| 2011                    | Cada día mejor                          | Invitado                | La Red                     |
| 2011                    | Cara a cara                             | Invitado                | La Red                     |
| 2012                    | Buenos días a todos                     | Invitado                | TVN                        |
| 2012                    | Mentiras verdaderas                     | Invitado                | La Red                     |
| 2012                    | Dudo                                    | Invitado                | Canal 13                   |
| 2013                    | Sin vergüenza                           | Invitado                | Chilevision                |
| 2013                    | Mujeres primero                         | Invitado                | La Red                     |
| 2013                    | Mentiras verdaderas                     | Invitado                | La Red                     |
| 2013                    | Cada día mejor                          | Invitado                | La Red                     |
| 2014                    | Primer plano                            | Invitado                | Chilevision                |
| 2014                    | MásQue2                                 | Invitado                | TVN                        |
| 2014                    | Menú a la carta                         | Invitado                | TVN                        |
| 2014                    | La entrevista de CNN Chile              | Invitado                | CNN Chile                  |
| 2014                    | Dejaron Huella                          | Invitado                | Canal 13                   |
| 2014                    | Mucho gusto                             | Invitado                | Mega                       |
| 2015                    | El Late de Nuevo Tiempo                 | Invitado                | Nuevo Tiempo Chile         |
| 2015                    | Buenos días a todos                     | Invitado                | TVN                        |
| 2017                    | ¡Qué dice el público!                   | Invitado                | Canal 13                   |
| 2018                    | La Noche es Nuestra                     | Invitado                | Chilevision                |
| 2018                    | Mentiras verdaderas                     | Invitado                | La Red                     |
| 2018                    | Cada día mejor                          | Invitado                | La Red                     |
| 2018                    | Llegó tu hora                           | Invitado                | TVN                        |
| 2021                    | Buenos días a todos                     | Invitado                | TVN                        |
| 2022                    | Buen Finde                              | Invitado                | TVN                        |
| 2023                    | Sin culpa                               | Invitado                | TV+                        |
| 2023                    | Sonidos 24                              | Invitado                | TVN                        |
| 2023                    | Buenos días a todos                     | Invitado                | TVN                        |
| 2023                    | Buenas noches a todos                   | Invitado                | TVN                        |

### Teleseries
| Teleseries | Teleseries   | Teleseries   | Teleseries |
| Año        | Teleseries   | Rol          | Canal      |
| ---------- | ------------ | ------------ | ---------- |
| 1971       | La Pendiente | ¿?           | Canal 13   |
| 1984       | Los títeres  | Klaus Müller | Canal 13   |

### Publicidad
- La gran juguetada de Lucchetti (1988)
- Lomitón en Teletón 1998 (1998)
- San José (2017)
- Sodimac - 70 Años (2022)
- Easy (2025)